# Little Britain Township (Pennsylvanie)
Pour les articles homonymes, voir Britain et Little Britain (homonymie).
Little Britain est une municipalité dans le sud du comté de Lancaster, en Pennsylvanie, aux États-Unis.
La population était de 4 106 habitants au recensement de 2010.

## Histoire
Le 7 février 1738, une pétition est signée par de nombreux citoyens de Drumore Township en Pennsylvanie pour créer une nouvelle municipalité, Drumore étant devenue trop grande. Le nom est proposé par John Jamison, un des plus anciens et éminents citoyens : Little Britain Township en mémoire du pays d'origine de la plupart des colons. Pendant plus d'une centaine d'années, les limites de Little Britain Township restent inchangées, jusqu'à la formation de Fulton Township en 1844.
Le Kirks Mills Historic District (en) et Pine Grove Covered Bridge (en) sont sur la liste du Registre national des lieux historiques

## Démographie
| Groupe            | Little Britain | Pennsylvanie | États-Unis |
| ----------------- | -------------- | ------------ | ---------- |
| Blancs            | 96,5           | 81,9         | 72,4       |
| Métis             | 1,1            | 1,9          | 2,9        |
| Afro-Américains   | 1,1            | 10,9         | 12,6       |
| Asiatiques        | 0,5            | 2,8          | 4,8        |
| Autres            | 0,8            | 2,6          | 7,3        |
| Total             | 100            | 100          | 100        |
|                   |                |              |            |
| Latino-Américains | 1,1            | 5,7          | 16,7       |

Selon l'American Community Survey, pour la période 2011-2015, 84,48 % de la population âgée de plus de 5 ans déclare parler l'anglais à la maison, 13,96 % déclare parler l'allemand de Pennsylvanie, 0,89 % l'espagnol et 0,67 % une autre langue.